# Powiat czerykowski

Powiat czerykowski na mapie guberni mohylewskiej

Powiat lub ujezd czerykowski – dawny powiat guberni mohylewskiej. Odpowiadają mu dzisiejsze rejony czerykowski, krasnopolski i krzyczewski należące do obwodu mohylewskiego na Białorusi.

## Wzmianka słownikowa z 1880
Powiat Czerykowski zajmuje 4084 w. kw. Mieszka w nim od 80 do 90 tys. osób. Graniczy z pow. mścisławskim, klimowickim, gub. czernihowską, pow. rohaczewskim, bychowskim i czausowskim. Powierzchnia gruntów równa i tylko w północnym zakącie pagórkowata;
grunt ogólnie dosyć urodzajny, żytni, z wyjątkiem pogranicza czausowskiego i bychowskiego, na zach. od Czerykowa, gdzie grunta są żwirowate i płonne.
Rzeka Soż przepływa przez powiat w kierunku od północy na zachód i od Krzyczowa jest już spławna dla berlinek. Jest ona główną arterią handlową powiatu, a nad jej brzegami są łąki, lecz nie tak obfite jak np. nad Pronią. Inne rzeki dopływy Sożu to: Wołczas, Udoha, Czarna Natopa, Sienna, Tursia.
Lasy, stanowiące główne bogactwo powiatu, składają się z najlepszych gatunków sosen, głównie za Sożem w okolicach Krasnopola, Czerykowa, Krzyczewa; prócz tego w powiecie znajduje się wiele lasów brzozowych, zwłaszcza w północnej części koło Małatycz. Mieszane z innymi drzewami rosną w znacznej ilości: dęby i lipy.
Przemysł fabryczny na większą skalę nie istnieje. Działają tylko małe fabryki, dostarczające pierwszych potrzeb; do tych należą młyny, garbarnie, z których aż 4 mieści się w Krzyczewie, garncarnie z doskonałej gliny krzyczewskiej i zimonińskiej wyrabiają ogromną masę naczyń glinianych. Dziegieć wyrabia się w ogromnej masie z kory brzozowej i rohoze z lipy. Handel zostaje w ręku żydów, którzy skupieni są w Czerykowic, Krzyczewie, Malatyczach, Krasnopolu i Studzieńcu. Prócz handlu zbożowego ważnym przedmiotem wywozu jest pieńka; konopi bowiem w tych stronach zasiewają ogromne masy.
Powiat liczy 2500 katolików; należą oni do 4 parafii: czerykowskiej, krzyczewskiej, wołodkowskiej i iwandarskiej.